# 계동 아씨
"계동 아씨"는 1964년 공개된 대한민국의 영화이다.

## 배역
- 최은희 : 명희 역
- 최무룡 : 중식 역
- 김동원